# Wietpas
Een wietpas was een bewijs van lidmaatschap (clubpas) dat tot 19 november 2012 in de drie meest zuidelijke provincies van Nederland vereist was voor toelating tot een coffeeshop. Door aanscherping van de gedoogcriteria moest een coffeeshop een besloten club worden, dus een club waar alleen leden worden toegelaten (besloten-clubcriterium, B-criterium). De coffeeshopexploitant moest een controleerbare ledenlijst bijhouden. Het aantal leden van een coffeeshop werd tot 2000 beperkt, al was een ander maximumaantal leden met het ministerie bespreekbaar.
In plaats daarvan is voor toegang tot de coffeeshop alleen nog vereist dat in Nederland woont (ingezetenencriterium, I-criterium) en meerderjarig is; dit wordt aangetoond door middel van een uittreksel van de Gemeentelijke basisadministratie persoonsgegevens (GBA) van de woonplaats en een geldig identiteitsbewijs.
Een en ander is overeengekomen in het Regeerakkoord 2012. De handhaving van het ingezetenencriterium geschiedt in overleg met betrokken gemeenten en zo nodig gefaseerd, waarbij wordt aangesloten bij het lokale coffeeshop- en veiligheidsbeleid zodat er sprake is van lokaal maatwerk.
Van de coffeeshophouder wordt verwacht dat hij een eventueel aangelegde ledenlijst zal vernietigen.
Men kan wiet of hasj kopen, en wel per dag maximaal vijf gram. In zoverre wordt het gedoogbeleid dus voortgezet.
Buitenlandse toeristen kunnen dus niet terecht in een coffeeshop. Incidentele bezoekers wel, maar die moeten dus wel naast het identiteitsbewijs dat ze toch al bij zich moeten hebben ook het genoemde GBA-uittreksel bij zich hebben (dat veel mensen normaal gesproken niet bij zich hebben).

## Landelijke invoering
De landelijke invoering van een wietpas was een voorstel van het Kabinet-Rutte I, vastgelegd in het regeerakkoord. De bedoeling was dat de maatregel in de tweede helft van 2011 in het zuiden van het land wordt doorgevoerd, en in de loop van 2012 in de rest van het land. Het werd uitgesteld tot 1 mei 2012 in Zuid-Nederland.
Minister van Veiligheid Ivo Opstelten en enkele burgemeesters uit Noord-Brabant kondigden in december 2010 een versnelde invoering van het pasjessysteem in Noord-Brabant aan om een einde te maken aan het aan drugshandel gerelateerde geweld aldaar. Eerdere pogingen van Limburgse burgemeesters tot het komen van een provinciale wietpas, liepen op niets uit.
Per 1 mei 2012 werd in de gemeenten van de provincies Limburg, Noord-Brabant en Zeeland het besloten-club- en het ingezetenencriterium ingevoerd, met uitzondering van het maximumaantal leden van 2000.

## Kritiek
Burgemeester van Amsterdam Eberhard van der Laan gaf aan het pasjessysteem voor coffeeshops voor Amsterdam onwerkbaar te vinden. Volgens hem zou hiermee de illegale handel in wiet op straat toenemen, wat meer overlast met zich mee zou brengen dan handel en gebruik in controleerbare coffeeshops.
Het Nederlands Bureau voor Toerisme en Congressen verwacht negatieve gevolgen voor het buitenlandse toerisme naar Nederland.
De oppositie in de Tweede Kamer en toenmalige burgemeester van Eindhoven Rob van Gijzel bekritiseerden het plan omdat het wel een drempel op de "voordeur" van de coffeeshops plaatste maar de "achterdeur" (de aanvoer van plantages) niet reguleert.
In juli bekritiseerde de politievakbond ACP de wietpas en in september vroeg de burgemeester van Maastricht, Onno Hoes, om afschaffing van de wietpas en vervanging door vertoon van Nederlands identiteitsbewijs en uittreksel uit het bevolkingsregister, zonder registratie of clubpas. Tijdens de kabinetsformatie in 2012 vroegen de burgemeesters van de vier grote steden af te zien van de landelijke invoering van de wietpas. Dit leverde in Rotterdam echter discussie op omdat dit geen officieel standpunt was van de gemeenteraad. Onder andere CDA Rotterdam was wel voorstander van de wietpas. Ook Breda wilde er vanaf. Die stad had in een monitor in juni al geconstateerd dat de overlast en straathandel was toegenomen.

### College Bescherming Persoonsgegevens
In april 2012 heeft het College Bescherming Persoonsgegevens laten weten dat de proportionaliteit van de beoogde registratie op een ledenlijst onvoldoende was onderbouwd en dat niet was aangegeven of er minder invasieve methoden beschikbaar waren.